# Élections régionales italiennes de 2010
- Le Peuple de la liberté
- Ligue du Nord
- Mouvement pour les autonomies

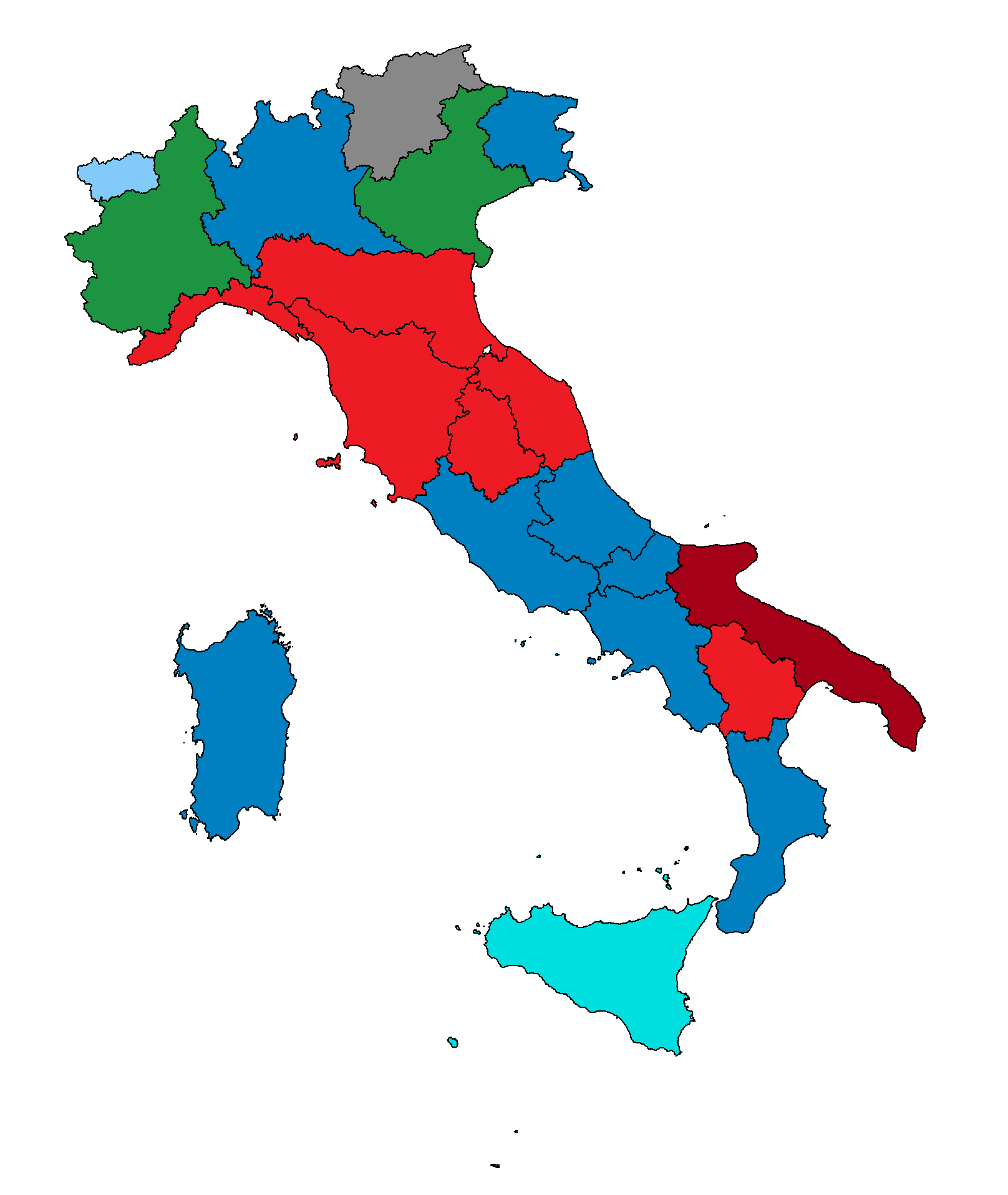
À l'issue du scrutin, régions présidées par :
Le Peuple de la liberté
Ligue du Nord
Mouvement pour les autonomies
Parti démocrate
Gauche, écologie et liberté

Les élections régionales italiennes de 2010 se sont déroulées les 28 et 29 mars et ont permis le renouvellement des conseils régionaux et de leurs présidents dans 13 régions à statut ordinaire. À l'issue du scrutin, Le Peuple de la liberté, parti de centre-droit présidé par Silvio Berlusconi, et le parti fédéraliste de la Ligue du Nord conquièrent quatre régions aux dépens de la gauche italienne, qui avait obtenu 12 régions sur les 14 à pourvoir lors du scrutin de 2005.

## Mode de scrutin
La loi Tatarella réglemente, dans de nombreuses régions, le mode de scrutin. Elle se base sur un système mixte, au 4/5e proportionnel, et pour 1/5e majoritaire plurinominal. Toutefois, en Toscane, dans les Marches, dans les Pouilles et en Calabre, le mode de scrutin est régi par des lois spécifiques et ces régions n'appliquent donc plus la loi nationale.

## Contexte politique
Au niveau régional
Lors des précédentes élections régionales, en avril 2005, la coalition de gauche L'Union avait remporté 12 régions sur les 14 à pourvoir. La Maison des libertés, alliance électorale de droite conduite par le président du Conseil Silvio Berlusconi, avait alors essuyé une importante défaite, en ne s'imposant que dans deux régions (la Lombardie et la Vénétie).
Deux changements importants interviennent avant le renouvellement de 2010 :
- le 17 juillet 2008, Ottaviano Del Turco, président (Parti démocrate) de la région des Abruzzes depuis 2005, doit quitter ses fonctions après son arrestation pour corruption et association de malfaiteurs. Des élections anticipées se tiennent à la fin de l'année et voient la victoire de Giovanni Chiodi, candidat présenté par Le Peuple de la liberté ;
- le 24 octobre 2009, le président (Parti démocrate) de la région du Latium, Piero Marrazzo, démissionne après la révélation de l'existence d'une vidéo compromettante. Cet événement ne donne néanmoins pas lieu à un nouveau scrutin, en raison de la proximité avec les élections régionales de mars 2010.

En outre, des élections ont eu lieu dans les régions autonomes à statut spécial du pays. En Sicile (2008), en Frioul-Vénétie Julienne (2008) et en Sardaigne (2009), le centre-droit l'a emporté, tandis qu'en Vallée d'Aoste (2008) et dans le Trentin-Haut-Adige (2009), la victoire revient respectivement au Südtiroler Volkspartei (parti autonomiste germanophone de centre-gauche) et à l'Union valdôtaine (parti politique centriste traditionnellement allié au centre-gauche mais qui a conclu un accord électoral avec le PdL en 2009).
Au niveau national

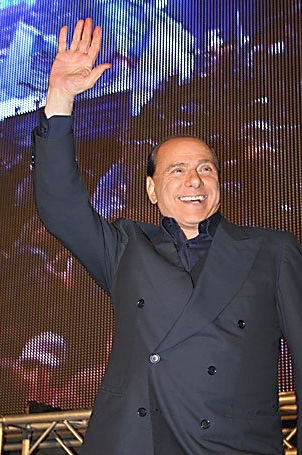
Silvio Berlusconi, président du Conseil des ministres depuis 2008.

Le président du Conseil Romano Prodi, qui avait gagné de justesse les élections générales de 2006 face au sortant Silvio Berlusconi, donne la démission de son gouvernement le 24 janvier 2008, après le rejet d'un vote de confiance par le Sénat. Les élections anticipées qui s'ensuivent donnent une large majorité à la nouvelle coalition de droite, Le Peuple de la liberté, et Silvio Berlusconi redevient président du Conseil des ministres deux ans après sa défaite. Le principal parti d'opposition, le Parti démocrate (centre-gauche), peine dès lors à se trouver un leader.

## Alliances
- Le Peuple de la liberté et la Ligue du Nord s'allient dans tout le Nord et le centre du pays, le PdL étant parfois également allié à des partis mineurs.
- L'Union de centre s'allie avec le Parti démocrate dans le Piémont, en Ligurie, dans les Marches et en Basilicate, avec le PdL dans le Latium, en Campanie et en Calabre ; elle se présente seule ou avec des partis mineurs dans les autres régions.
- L'Italie des valeurs d'Antonio Di Pietro se présente avec le PD, sauf en Calabre.
- Les Radicaux italiens forment une liste autonome en Toscane, s'allient avec le PD dans le Piémont, le Latium, en Campanie et dans les Pouilles, avec l'IdV en Calabre.
- Le Parti socialiste italien s'allie avec le centre-gauche, mais se présente seul dans le Latium, en Lombardie, dans le Piémont, en Ombrie et en Basilicate, et allié avec Gauche et liberté dans les Pouilles, en Calabre, en Campanie et en Vénétie ; il fait partie d'une alliance de réformateurs dans les Marches et appuie la candidature de Claudio Burlando à Gênes.
- La Fédération de la gauche se présente seule en Lombardie et en Campanie, avec Gauche et liberté dans les Marches, et fait l'objet d'un accord technique avec le PD dans le Latium, le Piémont et en Basilicate, tandis que dans les autres régions, elle est coalisée avec le PD.
- Gauche et liberté est l'alliée du PD dans toute l'Italie, sauf dans les Marches, où elle fait listes communes avec la Fédération de la gauche ; dans les Pouilles, l'ensemble du centre-gauche soutient son candidat Nichi Vendola.
- L'Alliance pour l'Italie se présente où elle peut avec le PD ou avec l'UdC.
- Le Mouvement pour les autonomies appuie Stefano Caldoro en Campanie, Agazio Loiero en Calabre et Adriana Poli Bortone dans les Pouilles.
- Force nouvelle présente des candidats à la présidence régionale en Lombardie, en Vénétie, en Toscane et dans la Campanie.
- Le Parti communiste des travailleurs est autonome en Basilicate[précision nécessaire].
- Parti de Alternative Communiste est autonome dans les Pouilles[précision nécessaire].

## Résultats globaux

### Liste des élus
| Région         | Président sortant     | Parti | Parti | Coal. | Coal. | President élu       | Parti | Parti | Coal. | Coal. |
| -------------- | --------------------- | ----- | ----- | ----- | ----- | ------------------- | ----- | ----- | ----- | ----- |
| Piémont        | Mercedes Bresso       |       | PD    |       | CSX   | Roberto Cota        |       | LN    |       | CDX   |
| Lombardie      | Roberto Formigoni     |       | PdL   |       | CDX   | Roberto Formigoni   |       | PdL   |       | CDX   |
| Vénétie        | Giancarlo Galan       |       | PdL   |       | CDX   | Luca Zaia           |       | LN    |       | CDX   |
| Ligurie        | Claudio Burlando      |       | PD    |       | CSX   | Claudio Burlando    |       | PD    |       | CSX   |
| Émilie-Romagne | Vasco Errani          |       | PD    |       | CSX   | Vasco Errani        |       | PD    |       | CSX   |
| Toscane        | Claudio Martini       |       | PD    |       | CSX   | Enrico Rossi        |       | PD    |       | CSX   |
| Marches        | Gian Mario Spacca     |       | PD    |       | CSX   | Gian Mario Spacca   |       | PD    |       | CSX   |
| Ombrie         | Maria Rita Lorenzetti |       | PD    |       | CSX   | Catiuscia Marini    |       | PD    |       | CSX   |
| Latium         | Esterino Montino      |       | PD    |       | CSX   | Renata Polverini    |       | PdL   |       | CDX   |
| Campanie       | Antonio Bassolino     |       | PD    |       | CSX   | Stefano Caldoro     |       | PdL   |       | CDX   |
| Pouilles       | Nichi Vendola         |       | SEL   |       | CSX   | Nichi Vendola       |       | SEL   |       | CSX   |
| Basilicate     | Vito De Filippo       |       | PD    |       | CSX   | Vito De Filippo     |       | PD    |       | CSX   |
| Calabre        | Agazio Loiero         |       | PD    |       | CSX   | Giuseppe Scopelliti |       | PdL   |       | CDX   |

### Résumé par partis
|       | PdL             | 26,75 | 2,50 | 13 | 23 | 13 | 10 | 10 | 15 | 8  | 12 | 7  | 21 | 20 | 7  | 15 | 174 | 16 |  | CDX    |  |  |
|       | PD              | 26,07 | 6,45 | 12 | 21 | 14 | 10 | 18 | 23 | 9  | 15 | 15 | 14 | 19 | 7  | 10 | 187 | 45 |  | CSX    |  |  |
|       | LN              | 12,25 | 6,69 | 9  | 18 | 18 | 3  | 4  | 3  | 1  | 2  |    |    |    |    |    | 58  | 32 |  | CDX    |  |  |
|       | IdV             | 6,97  | 5,82 | 3  | 4  | 3  | 3  | 2  | 5  | 1  | 4  | 5  | 4  | 5  | 3  | 3  | 45  | 37 |  | CSX    |  |  |
|       | UdC             | 5,56  | 0,28 | 2  | 3  | 3  | 1  | 1  | 1  | —  | 3  | 3  | 6  | 4  | 2  | 6  | 35  | 4  |  | N/A    |  |  |
|       | RPP             | 2,88  | Nv.  |    |    |    |    |    |    |    |    | 15 |    |    |    |    | 15  | 15 |  | CDX    |  |  |
|       | SEL             | 2,13  | Nv.  | 1  | 1  |    | 1  |    | —  | —  | 1  | 1  |    | 9  | 1  |    | 16  | 16 |  | CSX    |  |  |
|       | FdS             | 2,12  | 6,08 | 1  | —  | 1  | 1  | 1  |    | 2  | 1  | 1  | —  |    | —  | 2  | 10  | 37 |  | CSX    |  |  |
|       | M5S             | 1,74  | Nv.  | 2  | —  | —  |    | 2  |    |    |    |    | —  |    |    |    | 4   | 4  |  | Aucune |  |  |
|       | SEL-PSI         | 0,73  | Nv.  |    |    | —  |    |    |    |    |    |    | 2  |    |    | —  | 2   | 2  |  | CSX    |  |  |
|       | NPSI-MpA-PRI    | 0,71  | Nv.  |    |    |    |    |    |    |    |    |    | 4  |    |    |    | 4   | 4  |  | CDX    |  |  |
|       | LD              | 0,70  | Nv.  | —  | —  |    | —  |    |    |    | —  | 2  | 1  |    |    |    | 3   | 3  |  | CDX    |  |  |
|       | FdS-FdV         | 0,64  | Nv.  |    |    |    |    |    | 3  |    |    |    |    | —  |    |    | 3   | 3  |  | CSX    |  |  |
|       | PPT             | 0,62  | 0,17 |    |    |    |    |    |    |    |    |    |    | 4  |    |    | 4   | 1  |  | CDX    |  |  |
|       | ApI             | 0,60  | Nv.  |    |    |    |    |    |    |    | 1  |    | —  |    | 1  | —  | 2   | 2  |  | CSX    |  |  |
|       | NS              | 0,58  | Nv.  |    |    |    |    |    |    |    |    |    | 2  |    |    | —  | 2   | 2  |  | CDX    |  |  |
|       | LBP             | 0,55  | Abs. | —  |    |    |    |    | —  |    |    | 2  | —  | —  |    | —  | 2   | 2  |  | CSX    |  |  |
|       | UDEUR           | 0,55  | 1,98 |    |    |    |    |    |    |    |    | —  | 2  | —  |    |    | 2   | 16 |  | CDX    |  |  |
|       | PP              | 0,53  | 0,10 | 1  | 1  |    | —  | —  |    |    |    | —  |    | —  |    |    | 2   | 1  |  | CDX    |  |  |
|       | FdV             | 0,52  | 2,16 | —  | —  | —  | —  |    |    |    | 1  | 1  |    |    |    |    | 2   | 14 |  | CSX    |  |  |
|       | PpV             | 0,49  | Nv.  |    |    |    |    |    |    |    |    |    |    | 5  |    |    | 5   | 5  |  | CSX    |  |  |
|       | SP              | 0,45  | Nv.  |    |    |    |    |    |    |    |    |    |    |    |    | 6  | 6   | 6  |  | CDX    |  |  |
|       | PpRP            | 0,42  | Nv.  |    |    |    |    |    |    |    |    |    |    | 2  |    |    | 2   | 2  |  | CDX    |  |  |
|       | AdC-DC          | 0,39  | Nv.  | —  |    | —  |    |    |    |    |    |    | 1  |    |    |    | 1   | 1  |  | CDX    |  |  |
|       | PSI             | 0,35  | Nv.  |    | —  |    |    |    |    | 1  |    | 1  |    |    | 1  |    | 3   | 3  |  | CSX    |  |  |
|       | AeD             | 0,32  | Nv.  |    |    |    |    |    |    |    |    |    |    |    |    | 4  | 4   | 4  |  | CSX    |  |  |
|       | CL              | 0,31  | Nv.  |    |    |    |    |    |    |    |    |    | 1  |    |    |    | 1   | 1  |  | CSX    |  |  |
|       | Listes civiques | 1,33  | -    | 1  |    |    | 2  |    |    |    | —  | —  |    |    | 2  | —  | 5   | -  |  | N/A    |  |  |
|       | Autres          | 2,72  | -    | 2  | —  | 1  | —  | 1  | —  |    | 1  | —  | 1  | —  | 3  | 2  | 11  | -  |  | N/A    |  |  |
|       |                 |       |      |    |    |    |    |    |    |    |    |    |    |    |    |    |     |    |  |        |  |  |
| Total | Total           | 100   | -    | 47 | 71 | 53 | 31 | 39 | 50 | 22 | 41 | 55 | 59 | 68 | 26 | 48 | 610 | 20 |  |        |  |  |

### Résumé par coalitions
|       | CDX       | 50,19 | 5,27 | 24 | 41 | 31 | 14 | 14 | 18 | 9  | 14 | 27 | 38 | 26 | 9  | 29 | 294 | 17            |  |  |
|       | CSX       | 43,42 | 8,79 | 21 | 27 | 18 | 17 | 22 | 31 | 13 | 25 | 28 | 21 | 38 | 16 | 16 | 293 | 55            |  |  |
|       | UdC       | 3,02  | 2,82 |    | 3  | 4  |    | 1  | 1  | —  |    |    |    | 4  |    |    | 13  | 26            |  |  |
|       | M5S       | 1,74  | Nv.  | 2  | —  | —  |    | 2  |    |    |    |    | —  |    |    |    | 4   | 4             |  |  |
|       | FdS       | 0,79  | 0,19 |    | —  |    |    |    |    |    | 2  |    | —  |    |    |    | 2   | 1             |  |  |
|       | Callipo   | 0,35  | Nv.  |    |    |    |    |    |    |    |    |    |    |    |    | 3  | 3   | 3             |  |  |
|       | FN        | 0,10  | Nv.  |    | —  | —  |    |    | —  |    |    |    |    |    |    |    | 0   | en stagnation |  |  |
|       | Rabellino | 0,15  | Nv.  | —  |    |    |    |    |    |    |    |    |    |    |    |    | 0   | en stagnation |  |  |
|       | Allam     | 0,06  | Nv.  |    |    |    |    |    |    |    |    |    |    |    | 1  |    | 1   | 1             |  |  |
|       | Autres    | 0,17  | -    |    |    |    |    |    |    |    |    |    |    |    |    |    | 0   | -             |  |  |
|       |           |       |      |    |    |    |    |    |    |    |    |    |    |    |    |    |     |               |  |  |
| Total | Total     | 100   | -    | 47 | 71 | 53 | 31 | 39 | 50 | 22 | 41 | 55 | 59 | 68 | 26 | 48 | 610 | 20            |  |  |

## Polémiques
- sur la limitation du nombre de mandats des présidents de conseils régionaux : il existe une controverse sur la candidature à un nombre de mandats supérieurs à deux des présidents de région élus au suffrage universel direct avant l'entrée en vigueur de la loi n°165 de 2004 (cette loi voulait éviter la formation de rentes politiques[Quoi ?] et l'accumulation de pouvoir personnel[Quoi ?]). Lors des élections de 2010, se trouvent dans cette situation Roberto Formigoni et Vasco Errani. Tous deux ont finalement pu briguer un quatrième mandat.
- concernant la présentation des listes du PdL :
  - dans le Latium, les listes de la majorité ont été présentées après le terme prévu par la loi dans la province de Rome ;
  - en Lombardie, la liste de soutien au président sortant Roberto Formigoni ne comportait pas le nombre nécessaire de signatures (514 signatures ont été considérées comme irrégulières).
- relatives à la parution d'un décret-loi interprétatif du 5 mars 2010, visant à contrer les décisions judiciaires en cours et garantir la réadmission des listes exclues. Ce décret, rétroactif, a été considéré comme inconstitutionnel par de nombreux commentateurs. Malgré ce décret-loi, les listes exclues n'ont pas été réadmises au scrutin.

## Résumé par régions
| Présidence | Présidence      | Présidence | Présidence | Présidence | Conseil | Conseil | Conseil | Conseil |
| Candidat   | Candidat        | Parti      | Parti      | %          | Coal.   | Coal.   | %       | Sièges  |
| ---------- | --------------- | ---------- | ---------- | ---------- | ------- | ------- | ------- | ------- |
|            | Roberto Cota    |            | LN         | 47,33      |         | CDX     | 46,98   | 36      |
|            | Mercedes Bresso |            | PD         | 46,91      |         | CSX     | 47,55   | 22      |
|            | David Bono      |            | M5S        | 4,09       |         | M5S     | 3,67    | 2       |
|            | Autres          | Autres     | Autres     | 1,68       |         | Autres  | 1,80    | 0       |
| Total      | Total           | Total      | Total      | 100        | Total   | Total   | 100     | 60      |

| Présidence | Présidence        | Présidence | Présidence | Présidence | Conseil | Conseil | Conseil | Conseil |
| Candidat   | Candidat          | Parti      | Parti      | %          | Coal.   | Coal.   | %       | Sièges  |
| ---------- | ----------------- | ---------- | ---------- | ---------- | ------- | ------- | ------- | ------- |
|            | Roberto Formigoni |            | PdL        | 56,11      |         | CDX     | 58,16   | 49      |
|            | Filippo Penati    |            | PD         | 33,27      |         | CSX     | 33,35   | 28      |
|            | Savino Pezzotta   |            | UdC        | 4,69       |         | UdC     | 3,85    | 3       |
|            | Autres            | Autres     | Autres     | 5,93       |         | Autres  | 4,64    | 0       |
| Total      | Total             | Total      | Total      | 100        | Total   | Total   | 100     | 80      |

| Présidence | Présidence          | Présidence | Présidence | Présidence | Conseil | Conseil | Conseil | Conseil |
| Candidat   | Candidat            | Parti      | Parti      | %          | Coal.   | Coal.   | %       | Sièges  |
| ---------- | ------------------- | ---------- | ---------- | ---------- | ------- | ------- | ------- | ------- |
|            | Luca Zaia           |            | LN         | 60,16      |         | CDX     | 60,71   | 37      |
|            | Giuseppe Bortolussi |            | Ind.       | 29,08      |         | CSX     | 29,33   | 19      |
|            | Antonio De Poli     |            | UdC        | 6,39       |         | Centre  | 6,47    | 4       |
|            | Autres              | Autres     | Autres     | 4,39       |         | Autres  | 3,50    | 0       |
| Total      | Total               | Total      | Total      | 100        | Total   | Total   | 100     | 60      |

| Présidence | Présidence       | Présidence | Présidence | Présidence | Conseil | Conseil | Conseil | Conseil |
| Candidat   | Candidat         | Parti      | Parti      | %          | Coal.   | Coal.   | %       | Sièges  |
| ---------- | ---------------- | ---------- | ---------- | ---------- | ------- | ------- | ------- | ------- |
|            | Claudio Burlando |            | PD         | 52,15      |         | CSX     | 52,73   | 25      |
|            | Sandro Biasotti  |            | PdL        | 47,85      |         | CDX     | 47,27   | 15      |
| Total      | Total            | Total      | Total      | 100        | Total   | Total   | 100     | 40      |

| Présidence | Présidence         | Présidence | Présidence | Présidence | Conseil | Conseil | Conseil | Conseil |
| Candidat   | Candidat           | Parti      | Parti      | %          | Coal.   | Coal.   | %       | Sièges  |
| ---------- | ------------------ | ---------- | ---------- | ---------- | ------- | ------- | ------- | ------- |
|            | Vasco Errani       |            | PD         | 52,07      |         | CSX     | 51,93   | 32      |
|            | Anna Maria Bernini |            | PdL        | 36,73      |         | CDX     | 38,32   | 15      |
|            | Giovanni Favia     |            | M5S        | 7,00       |         | M5S     | 6,00    | 2       |
|            | Gian Luca Galletti |            | UdC        | 4,20       |         | UdC     | 3,76    | 1       |
| Total      | Total              | Total      | Total      | 100        | Total   | Total   | 100     | 50      |

| Présidence | Présidence     | Présidence | Présidence | Présidence | Conseil | Conseil | Conseil | Conseil |
| Candidat   | Candidat       | Parti      | Parti      | %          | Coal.   | Coal.   | %       | Sièges  |
| ---------- | -------------- | ---------- | ---------- | ---------- | ------- | ------- | ------- | ------- |
|            | Enrico Rossi   |            | PD         | 59,73      |         | CSX     | 60,70   | 32      |
|            | Monica Faenzi  |            | PdL        | 27,12      |         | CDX     | 33,61   | 19      |
|            | Francesco Bosi |            | UdC        | 4,59       |         | UdC     | 4,77    | 2       |
|            | Autres         | Autres     | Autres     | 1,24       |         | Autres  | 0,92    | 0       |
| Total      | Total          | Total      | Total      | 100        | Total   | Total   | 100     | 53      |

| Présidence | Présidence        | Présidence | Présidence | Présidence | Conseil | Conseil | Conseil | Conseil |
| Candidat   | Candidat          | Parti      | Parti      | %          | Coal.   | Coal.   | %       | Sièges  |
| ---------- | ----------------- | ---------- | ---------- | ---------- | ------- | ------- | ------- | ------- |
|            | Gian Mario Spacca |            | PD         | 53,17      |         | CSX     | 53,36   | 26      |
|            | Erminio Marinelli |            | PdL        | 39,71      |         | CDX     | 40,12   | 15      |
|            | Massimo Rossi     |            | PRC        | 7,12       |         | Gauche  | 6,52    | 2       |
| Total      | Total             | Total      | Total      | 100        | Total   | Total   | 100     | 43      |

| Présidence | Présidence       | Présidence | Présidence | Présidence | Conseil | Conseil | Conseil | Conseil |
| Candidat   | Candidat         | Parti      | Parti      | %          | Coal.   | Coal.   | %       | Sièges  |
| ---------- | ---------------- | ---------- | ---------- | ---------- | ------- | ------- | ------- | ------- |
|            | Catiuscia Marini |            | PD         | 57,24      |         | CSX     | 58,92   | 20      |
|            | Fiammetta Modena |            | PdL        | 37,70      |         | CDX     | 36,70   | 10      |
|            | Paola Binetti    |            | UdC        | 5,06       |         | UdC     | 4,38    | 1       |
| Total      | Total            | Total      | Total      | 100        | Total   | Total   | 100     | 31      |

| Présidence | Présidence       | Présidence | Présidence | Présidence | Conseil | Conseil | Conseil | Conseil |
| Candidat   | Candidat         | Parti      | Parti      | %          | Coal.   | Coal.   | %       | Sièges  |
| ---------- | ---------------- | ---------- | ---------- | ---------- | ------- | ------- | ------- | ------- |
|            | Renata Polverini |            | PdL        | 51,14      |         | CDX     | 51,37   | 42      |
|            | Emma Bonino      |            | LBP        | 48,32      |         | CSX     | 48,31   | 29      |
|            | Autres           | Autres     | Autres     | 0,53       |         | Autres  | 0,32    | 0       |
| Total      | Total            | Total      | Total      | 100        | Total   | Total   | 100     | 71      |

| Présidence | Présidence       | Présidence | Présidence | Présidence | Conseil | Conseil | Conseil | Conseil |
| Candidat   | Candidat         | Parti      | Parti      | %          | Coal.   | Coal.   | %       | Sièges  |
| ---------- | ---------------- | ---------- | ---------- | ---------- | ------- | ------- | ------- | ------- |
|            | Stefano Caldoro  |            | PdL        | 54,25      |         | CDX     | 58,60   | 39      |
|            | Vincenzo De Luca |            | PD         | 43,04      |         | CSX     | 38,50   | 21      |
|            | Autres           | Autres     | Autres     | 2,71       |         | Autres  | 2,89    | 0       |
| Total      | Total            | Total      | Total      | 100        | Total   | Total   | 100     | 60      |

| Présidence | Présidence           | Présidence | Présidence | Présidence | Conseil | Conseil | Conseil | Conseil |
| Candidat   | Candidat             | Parti      | Parti      | %          | Coal.   | Coal.   | %       | Sièges  |
| ---------- | -------------------- | ---------- | ---------- | ---------- | ------- | ------- | ------- | ------- |
|            | Nichi Vendola        |            | SEL        | 48,69      |         | CSX     | 46,05   | 39      |
|            | Rocco Palese         |            | PdL        | 42,25      |         | CDX     | 44,22   | 27      |
|            | Adriana Poli Bortone |            | IS         | 8,71       |         | Centre  | 9,43    | 4       |
|            | Autres               | Autres     | Autres     | 0,35       |         | Autres  | 0,30    | 0       |
| Total      | Total                | Total      | Total      | 100        | Total   | Total   | 100     | 70      |

| Présidence | Présidence      | Présidence | Présidence | Présidence | Conseil | Conseil | Conseil | Conseil |
| Candidat   | Candidat        | Parti      | Parti      | %          | Coal.   | Coal.   | %       | Sièges  |
| ---------- | --------------- | ---------- | ---------- | ---------- | ------- | ------- | ------- | ------- |
|            | Vito De Filippo |            | PD         | 60,82      |         | CSX     | 67,56   | 19      |
|            | Nicola Pagliuca |            | PdL        | 27,93      |         | CDX     | 27,25   | 10      |
|            | Magdi Allam     |            | IaL        | 8,72       |         | IaL     | 4,27    | 1       |
|            | Autres          | Autres     | Autres     | 2,53       |         | Autres  | 0,92    | 0       |
| Total      | Total           | Total      | Total      | 100        | Total   | Total   | 100     | 30      |

### Calabre
| Présidence | Présidence          | Présidence | Présidence | Présidence | Conseil | Conseil | Conseil | Conseil |
| Candidat   | Candidat            | Parti      | Parti      | %          | Coal.   | Coal.   | %       | Sièges  |
| ---------- | ------------------- | ---------- | ---------- | ---------- | ------- | ------- | ------- | ------- |
|            | Giuseppe Scopelliti |            | PdL        | 57,76      |         | CDX     | 57,57   | 30      |
|            | Agazio Loiero       |            | PD         | 32,22      |         | CSX     | 34,82   | 17      |
|            | Filippo Callipo     |            | IRC        | 10,02      |         | IRC     | 7,61    | 3       |
| Total      | Total               | Total      | Total      | 100        | Total   | Total   | 100     | 50      |

## Litige
Le tribunal administratif régional du Piémont ordonne en juillet 2010 le recompte des voix dans la région Piémont après le recours des listes de gauche contre deux listes alliées au nouveau président Roberto Cota qu'elles considèrent comme irrégulières. Finalement le 19 octobre 2010, le conseil d'État confirme provisoirement l'élection de Roberto Cota, suspendant le recompte des votes. Le même Conseil d'État, en janvier 2014, finit par invalider définitivement cette élection au motif que la liste Pensionati per Cota n'avait pu se présenter qu'en raison de signatures falsifiées. Cota est démis de ses fonctions et des élections régionales anticipées sont, malgré sa réticence, convoquées pour le 25 mai 2014.

## Sources
- Résultats des élections régionales sur le site du ministère de l'Intérieur italien (Basilicate, Campanie, Émilie-Romagne, Latium, Ligurie, Lombardie, Ombrie, Piémont, Vénétie)

- (it) Cet article est partiellement ou en totalité issu de l’article de Wikipédia en italien intitulé « Elezioni regionali italiane del 2010 » (voir la liste des auteurs).